# Sándor Szokolay
Sándor Szokolay (født 30. marts 1931 i Kunágota - død 8. december 2013 i Sopron, Ungarn) var en ungarsk komponist, professor og lærer.
Szokolay studerede komposition på Franz Liszt Musikkonservatoriet i Budapest, hos Ferenc Szabó og Ferenc Farkas. Han har skrevet fem symfonier, orkesterværker, korværker, operaer og oratorier, de to sidstnævnte kategorier som han er mest kendt for. Szokolay underviste som lærer og senere professor på Franz Liszt Musikkonservatoriet (1958-1994), herefter flyttede han til byen Sopron, hvor han til sin død levede som freelance komponist, og skrev mange bestillingsværker til flere Symfoniorkestre i Ungarn.

## Udvalgte værker
- Ungarsk korsymfoni (1970) - for kor
- Romersk Symfoni (1991) - for orkester
- Symfoni nr. 1 (1997) - for orkester
- Symfoni nr. 2 (1998) - for orkester
- Symfoni nr. 3 "Ungarsk" (1999) - for orkester
- Federico García Lorca (1964) - opera
- Hamlet (Shakespeare) (1968) - opera
- Samson(László Németh) (1973) - opera
- Ild Marchen (1958) - oratorium - for kor
- Istar´s helvede (1960) - oratorium - for kor
- Dommedag (1971) - oratorium - for kor
- Fløjtekoncert (1981) - for fløjte og orkester